# AFS Interkultur Sverige
AFS Interkultur Sverige är en internationell icke-vinstinriktad organisation som genom utbytesprogram ger ungdomar möjligheter att åka ut i världen som utbytesstudent eller volontär. AFS slogan är "Connecting lives, sharing cultures".
AFS startades 1914 under ledning av amerikanen A. Piatt Andrew som var ambulansförare och hjälpte till att transportera sårade soldater under första världskriget. Förkortningen AFS stod från början för American Field Service då den syftade på den grupp amerikanska ambulansförare som hjälpte till under kriget. Idag skrivs förkortningen inte ut annat än när den tidiga historien beskrivs.
Det officiella namnet för organisationen i Sverige är AFS Interkultur Sverige. År 2019 slogs AFS Sverige ihop med AFS Danmark, huvudkontoret ligger i Köpenhamn. I Sverige har AFS funnits sedan 1948. Huvudkontoret ligger på Södermalm i Stockholm, men inom organisationen finns runt om i Sverige även lokala nätverk i bland annat Skåne, Västra Götalands län, Östergötland, Stockholm, Jönköping, Dalarna, Umeå och Uppsala.
Idag är AFS en av de största utbytesorganisationerna i världen och finns representerad i över 80 länder i Asien, Oceanien, Afrika, Europa, Nord- respektive Sydamerika. Huvudkontoret ligger i New York.
Inom Europa finns paraplyorganisationen European Federation for Intercultural Learning (EFIL) för alla europeiska AFS-organisationer. EFIL anordnar kurser och varje sommar EFIL Volunteer Summer Summit, där volontärer från hela Europa möts.

## AFS målsättning
- AFS är en politiskt och religiöst obunden organisation baserad på ideellt arbete.
- AFS vill ge människor möjligheter till interkulturell utbildning genom internationella utbytes- och utbildningsprogram. Syftet är att skapa förståelse mellan kulturer och på så sätt skapa en mer rättvis och fredlig värld.
- AFS är en fredsorganisation erkänd av FN. [4][5]
- AFS är sedan 2015 en konsultativ partner till Unesco[6]

## Program
AFS Sverige har tre olika utbytesprogram: skolprogram, sommarprogram och volontärprogram. Skolprogrammet är tillgängligt för studenter mellan 15 och 18 år och innebär att en student åker till ett annat land, bor i värdfamilj och går i en lokal skola under ett år.
Sommarprogrammet är tillgänglig för studenter mellan 15 och 18 år, men vissa länder tar emot deltagare upp till 30 år. Deltagare åker utomlands, bor i värdfamilj och har intensiv språkundervisning under 4 till 8 veckor mellan juni och augusti.
Volontärprogrammet är tillgänglig för alla över 18. Deltagare åker utomlands, bor i värdfamilj eller på projektplatsen och jobbar som volontär på ett samhällsprojekt under en kortare eller längre period.

## Kända AFS-utbytesstudenter
- Beatrice Ask, f.d. justitieminister (åkte från Sverige till USA)
- Alexander Bard, bland annat artist (åkte från Sverige till USA)
- Catherine Coleman, amerikansk astronaut (åkte från USA till Norge)
- Jan Eliasson, tidigare ordförande i FN:s generalförsamling och f.d. utrikesminister i Sverige (åkte från Sverige till USA)
- Lars Heikensten, VD för Nobelstiftelsen (åkte från Sverige till USA)
- Claes Hultling, medgrundare till Stiftelsen Spinalis (åkte från Sverige till USA)
- Dag Klackenberg, politiker och f.d. VD för Svensk Handel (åkte från Sverige till USA)
- Christine Lagarde, fransk politiker och direktör för Internationella valutafonden (åkte från Frankrike till USA)
- Anders Milton, tidigare ordförande svenska Röda Korset (åkte från Sverige till USA)
- Margareta Tillberg, konst- och designhistoriker, slavist (åkte från Sverige till Schweiz)
- Meg Tivéus, styrelseproffs (åkte från Sverige till USA)